# إريك راميريز
إريك راميريز (بالبرتغالية: Eric dos Santos Rodrigues‏) هو لاعب كرة قدم برازيلي في مركز الوسط، ولد في 10 أغسطس 2000 في سلفادور في البرازيل. لعب مع نادي باهيا.

## وصلات خارجية
- إريك راميريز على موقع قاعدة بيانات كرة القدم.إي يو (الإنجليزية)
- إريك راميريز على موقع Soccerway.com (الإنجليزية)